# Ogulin
Ogulin város és község Horvátországban, Károlyváros megyében. Közigazgatásilag Desmerice, Donje Dubrave, Donje Zagorje, Drežnica, Dujmić Selo, Gornje Dubrave, Gornje Zagorje, Hreljin Ogulinski, Jasenak, Marković Selo, Otok Oštarijski, Ponikve, Popovo Selo, Potok Musulinski, Puškarići, Ribarići, Sabljak Selo, Salopek Selo, Sveti Petar, Trošmarija, Turkovići Ogulinski, Vitunj és Zagorje települések tartoznak hozzá.

## Fekvése
Károlyvárostól 32 km-re délnyugatra a Plitvicei Nemzeti Park, az erdőkkel borított Gorski kotar (Hegyvidék) és az északi Adria melléke által körülvett tágas medencében a Dobra partján fekszik.

### Városrészei
A 2021-es legutóbbi népszámlálás szerint Ogulinnak, mind a 24 kerülettel együtt, 12 246 lakosa volt.

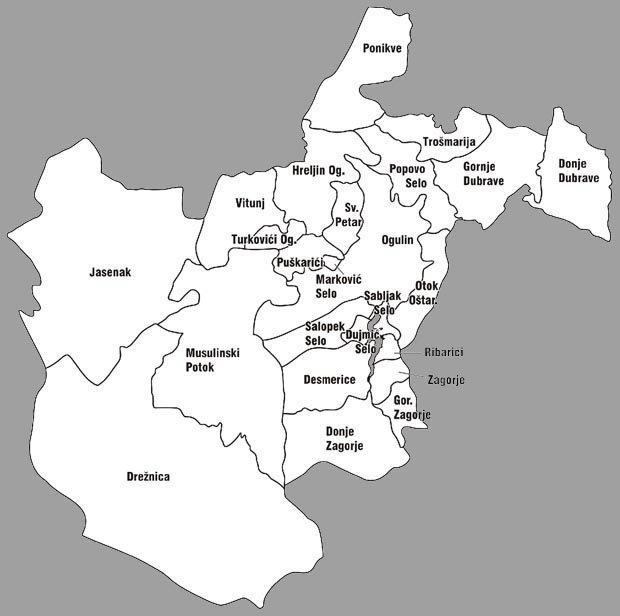
A városrészei

- Desmerice – 231 fő
- Donje Dubrave – 152
- Donje Zagorje – 198
- Drežnica – 356
- Dujmić Selo – 114
- Gornje Dubrave – 63
- Gornje Zagorje – 270
- Hreljin Ogulinski – 446
- Jasenak – 175
- Marković Selo – 60
- Ogulin – 7374
- Otok Oštarijski – 344
- Ponikve – 58
- Popovo Selo – 43
- Potok Musulinski – 84
- Puškarići – 433
- Ribarići – 285
- Sabljak Selo – 192
- Salopek Selo – 223
- Sveti Petar – 613
- Trošmarija – 91
- Turkovići Ogulinski – 202
- Vitunj – 77
- Zagorje – 102

## Története
A régészeti leletek tanúsága szerint Ogulin vidéke az ősidők óta lakott. Ezt tanúsítják a városhoz közeli Male és Velike Gradišće, valamint Gračac ősi régészeti lelőhelyei, ahol már a történelem előtti időben erődítmények álltak. Az i. e. 4. században a kelták japod törzse telepedett meg ezen a vidéken és felépítette Metulum és Terponos várait, valamint több megerősített települést. Metulumot i. e. 35. és 33. között foglalták el a rómaiak a japodokat pedig uralmuk alá hajtották. A római uralom a 4. századig tartott, utána barbár törzsek, germánok, szarmaták, hunok szállták meg ezt a területet, majd rövid ideig bizánci uralom következett. Az avarok és szlávok a 7. században érkeztek erre a területre, melyen fokozatosan kialakult az új horvát állam.
Horvát történészek feltételezése szerint Ogulinban a 12. században épült az első templom, melyet Szent Jakab apostol tiszteletére szenteltek. Területe a Frangepánok modrusi uradalmához tartozott. Ogulinban a 15. század végéig semmilyen erősség nem állt. Ogulin várának felépítéséhez a 15. század végének egyre erősödő török támadásai vezettek. 1493. szeptember 9-én a Hadum Jakub boszniai szandzsákbég serege a korbáviai csatában nagy vereséget mért Derencsényi Imre (Mirko Derenčin) horvát bán rosszul felfegyverzett, főként felkelőkből álló horvát seregére. A csatában számos horvát nemes között maga Derencsényi is elesett. A csata után a törökök teljesen elpusztították Modrust a Frangepánok vegliai ágának egyik legfontosabb városát, mely a Zengg irányába haladó ősi kereskedelmi főútvonal mellett feküdt. A támadásnak csak a város feletti hegy csúcsára épített Terzsán (Tržan) vára tudott ellenállni.
Ogulin felépítését, nem sokkal 1493 után kezdte meg Frangepán Bernardin gróf, uradalmának határait pedig a modrusi és vitunji uradalomtól elvett területekből állapította meg. Maga a vár különösen jól védhető helyen, a Dobra folyó szakadéka a „Đulin ponor” fölé magasodó fennsíkon épült, ott ahol a folyó egyik ága visszakanyarodik egészen a kastély tornyai mögé. A vár természetes védelmét még délkeleten és délnyugaton várárokkal toldották meg, így a vár megfelelő vízállás esetén vízzel teljesen körül volt véve. A törökök elfoglalták Likát és Korbáviát, Likából 1527-ben török szandzsákot alakítottak ki. Ogulin vára egy csapásra a török elleni védelem első vonalába került és stratégiai szerepe ugrásszerűen megnőtt. A 16. században vidékére a tengermellékről menekült uszkókok telepedtek le. 1553-ban Lenkovics Iván zenggi várkapitány királyi katonasággal erősítette meg védelmét, 1570-ben pedig a katonai határőrvidék 13. kapitányságának a székhelye, a határőrvidék egyik legfontosabb vára lett. Egy 1558-as adat szerint a városban ekkor mindössze 37 ember élt és ez a szám egészen a 17. század elejéig lényegében nem is változott. 1584-ben és 1585-ben törökök számos környékbeli házat felégettek. A Frangepánok kísérletei, hogy a várat a határőrvidék igazgatása alól visszaszerezzék rendre kudarcot vallottak. Az uradalom jobbágyainak 1622-ben Frangepán Farkas által adott kiváltságokat a katonai parancsnokok hamarosan visszavonták. A törökök betörések okozta nyomorúságot, az Ogulini határőrvidék parancsnoksága még tovább fokozta, a lakosság sanyargatásával, mely ellen a Frangepánok többször eredménytelenül léptek fel. A várat 1642-ben jelentősen megerősítették, falait kijavították. Ezt követően többször volt a török elleni katonai akciók kiindulópontja. 1671-ben Frangepán Ferenc Kristóf kivégzésével a család férfiágon kihalt, birtokaikat a királyi kamara kebelezte be. Ezzel megszűnt a család és a katonai hatóságok közötti évszázados harc. A 17. század végén a város vidékére a hódoltsági területekről nagy számú szerb pravoszláv lakosság érkezett. 1715-ben nagy éhínség pusztított a vidéken, melyet a katonai vezetés tétlenül szemlélt. Hatására a helyi lakosság nagy része a szerémségi és délmagyarországi területekre, az észak-baranyai Mágocs, Bikal és Hajmás falvakba menekült.
1746-ban a határőrvidékek átszervezésével Ogulin a 6. Ogulini ezred parancsnokságának székhelye lett és maradt egészen a határőrvidék 1873-as megszüntetéséig. 1775 és 1779 között megépült a Károlyvárost Josipdolon át Zenggel összekötő Jozefina út. 1781-ben felépült a ma is álló Szent Kereszt plébániatemplom. 1809 és 1813 között a város francia megszállás alatt állt. 1865 és 1873 között megépült a Károlyváros-Fiume vasútvonal, mely lényegesen hozzájárult a város fejlődéséhez. 1873-ban megszűnt a katonai közigazgatás. 1874-ben kiépítették a Rudolf utat Ogulin és Novi Vinodolski között. 1887-ben Ogulin Modrus-Fiume vármegye székhelye lett. 1919-ben megalapították a város első reál gimnáziumát. 1924-ben bevezették az elektromos áramot és kiépült a közvilágítás. 1959-ben megépítették a Gojak vízierőművet és a Sabljaci-tavat. 1964-ben létesült az ogulini rádió. A bjelolasici sportközpontot 1986-ban létesítették. A honvédő háború idején Ogulin 10525 lakosa mellett a Kordun 1600 menekült horvát lakosáról is gondoskodott. A harcok a várostól mindössze 15 km-re folytak. 2005-ben megépült a Zágráb-Fiume autópálya, mely a várost is bekapcsolta a nemzetközi autópálya hálózatba.

## Lakosság
2001-ben készült felmérés szerint a város lélekszáma 8712, de a vonzáskörzettel együtt több mint 15000-en laknak itt. Ebből 75,7% horvát, 20,7% szerb nemzetiségű. A szerbek több környéken lévő faluban is többségben vannak. A 2011-es népszámlálás szerint Ogulinnak 8216 lakosa volt. A község 13915 lakossának 80,2%-a horvát és 17,7%-a szerb nemzetiségű volt.

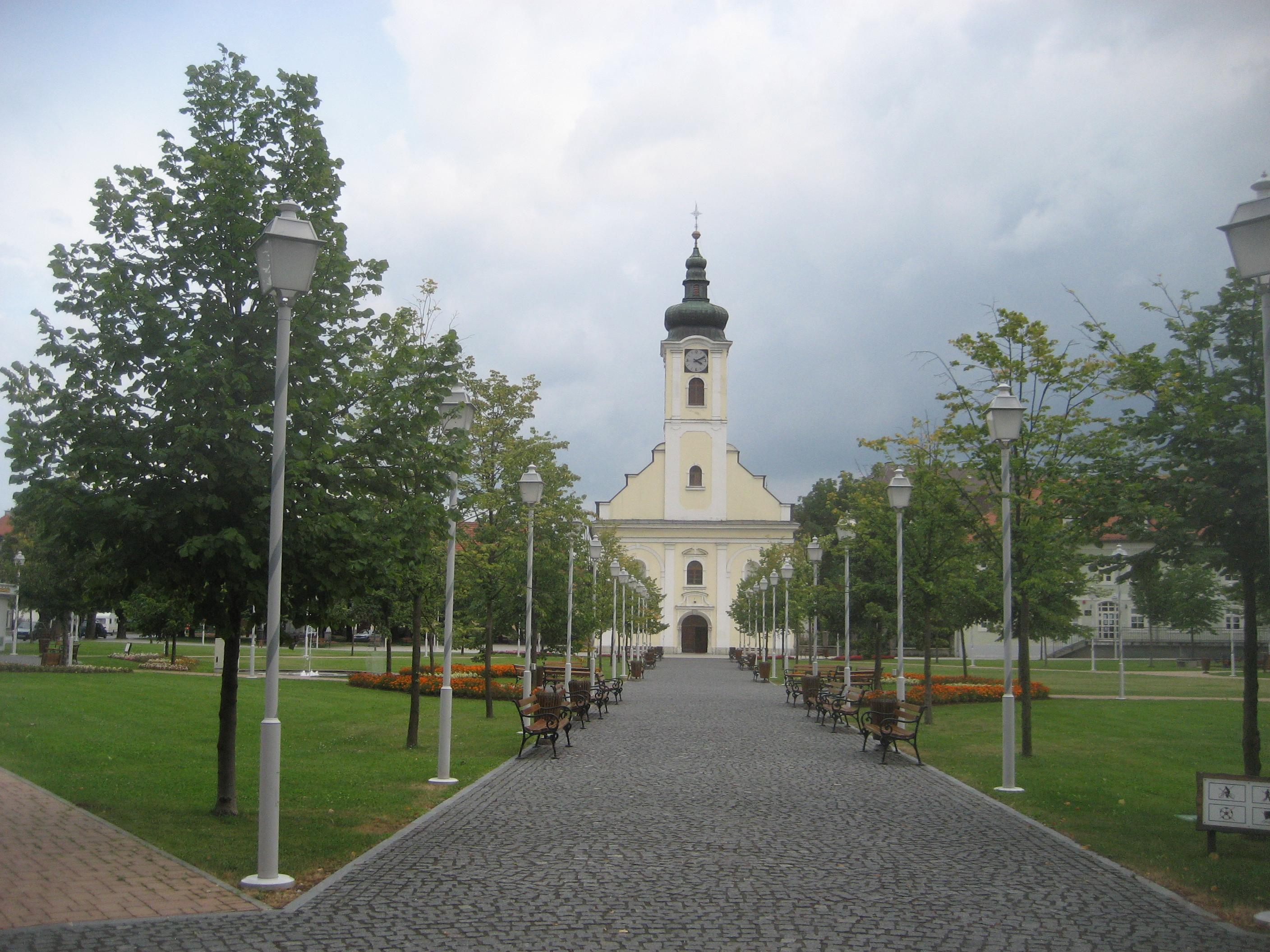
A Szent Kereszt plébániatemplom

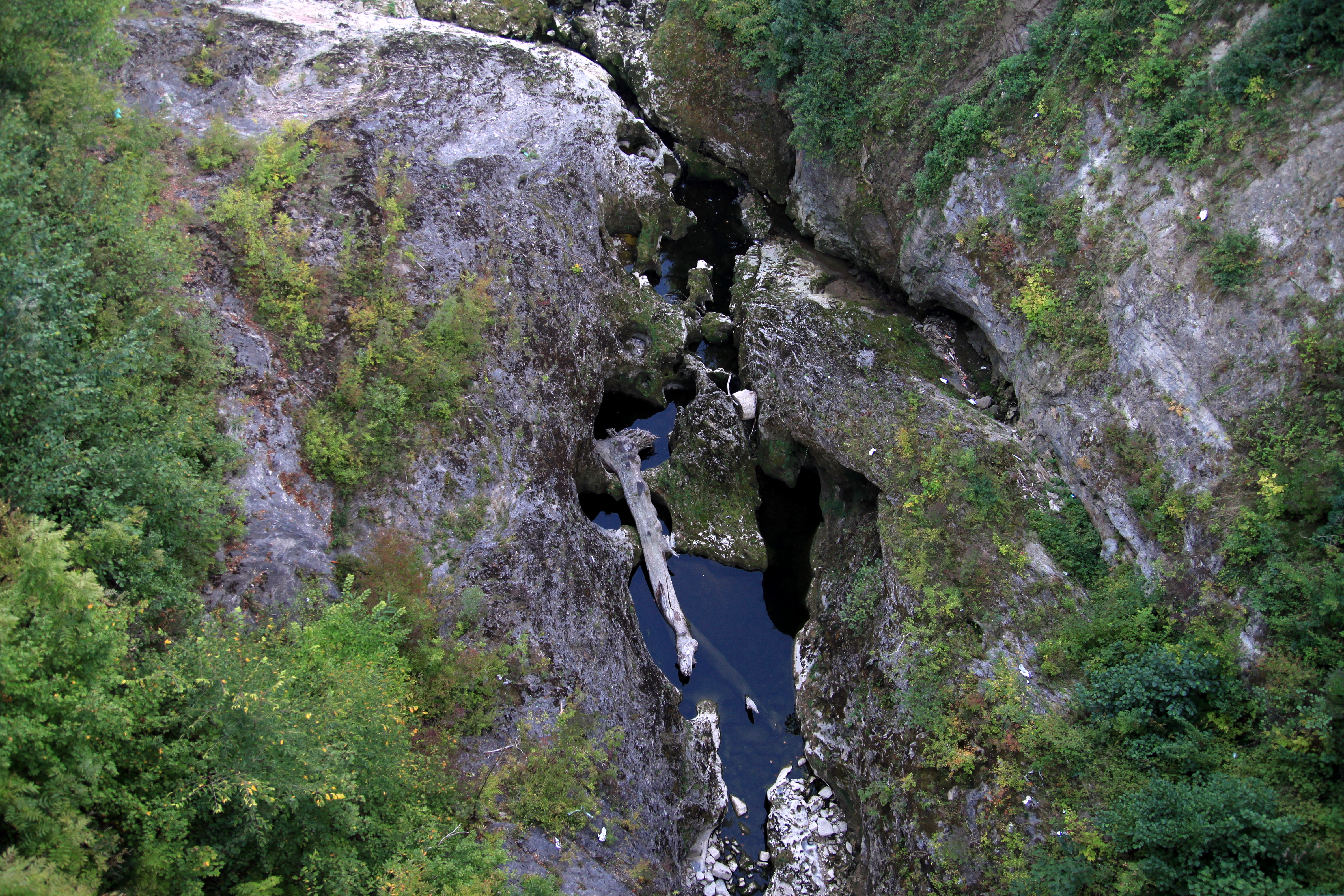
A vár alatti Đulin szakadék

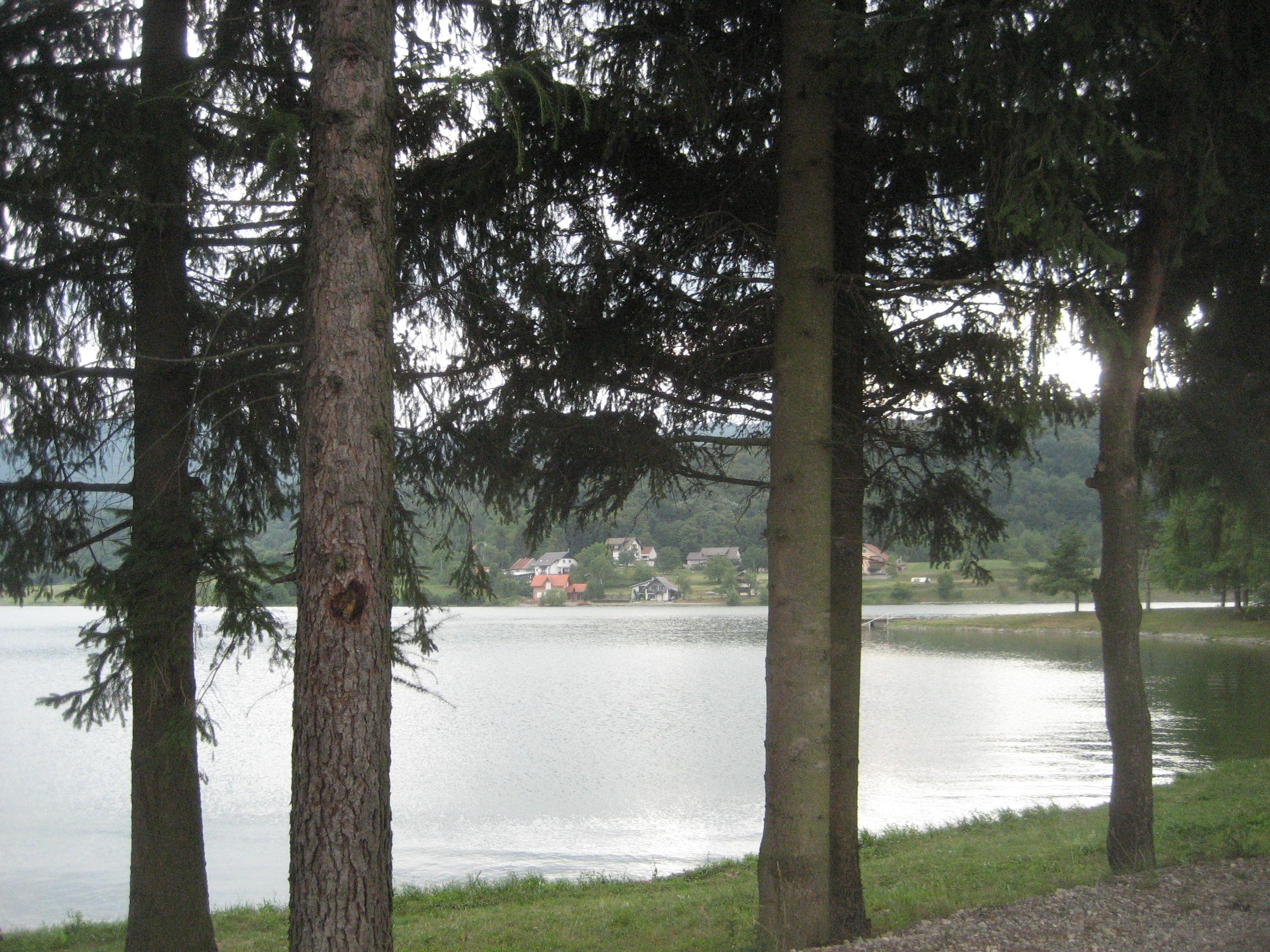
A Sabljaci tó

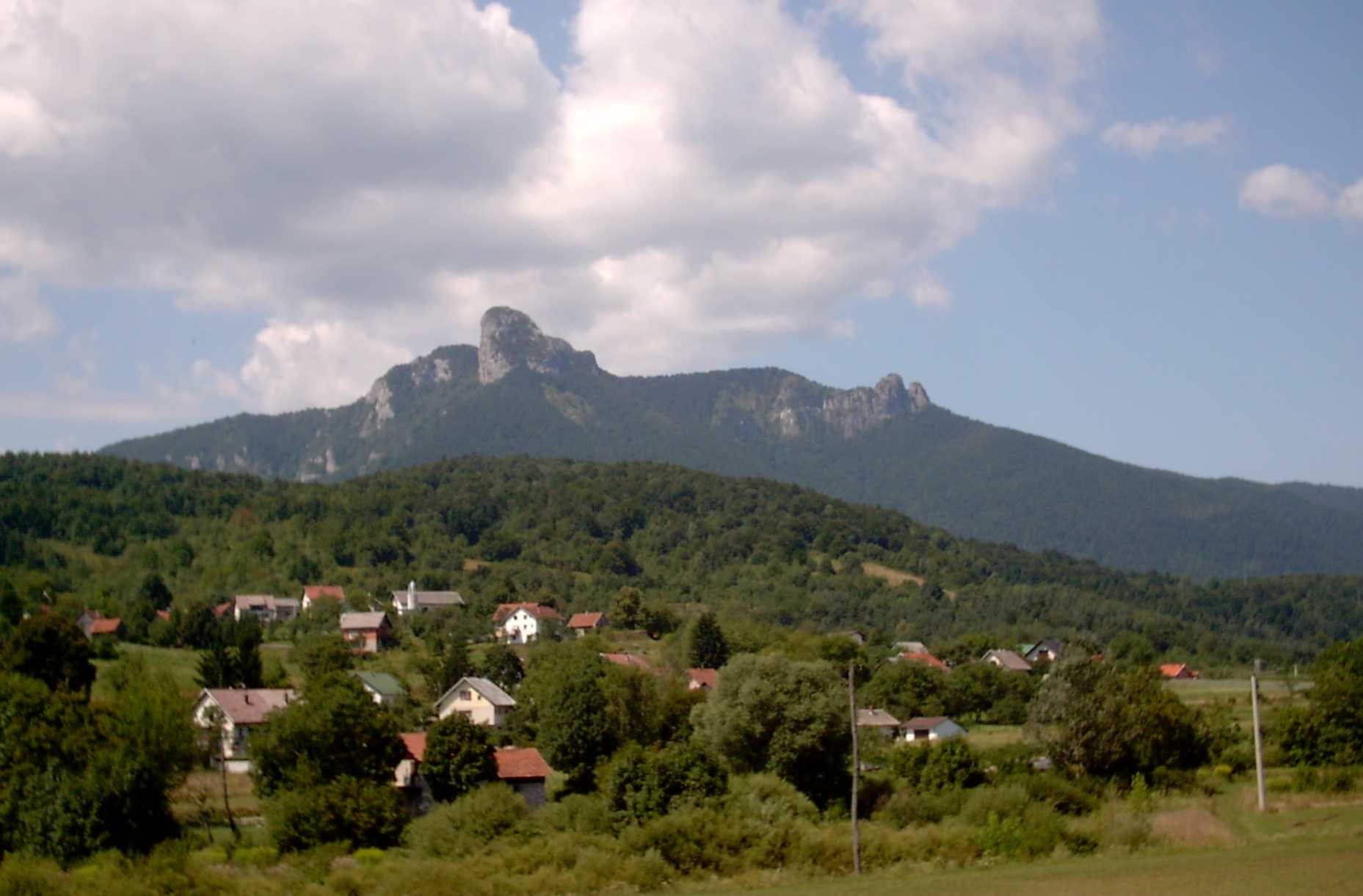
A Klek hegy Ogulin felett

| Lakosság változása | Lakosság változása | Lakosság változása | Lakosság változása | Lakosság változása | Lakosság változása | Lakosság változása | Lakosság változása | Lakosság változása | Lakosság változása | Lakosság változása | Lakosság változása | Lakosság változása | Lakosság változása | Lakosság változása | Lakosság változása |
| ------------------ | ------------------ | ------------------ | ------------------ | ------------------ | ------------------ | ------------------ | ------------------ | ------------------ | ------------------ | ------------------ | ------------------ | ------------------ | ------------------ | ------------------ | ------------------ |
| 1857               | 1869               | 1880               | 1890               | 1900               | 1910               | 1921               | 1931               | 1948               | 1953               | 1961               | 1971               | 1981               | 1991               | 2001               | 2011               |
| 3265               | 3543               | 4173               | 4327               | 4822               | 5362               | 5412               | 6456               | 5948               | 6707               | 7842               | 8641               | 9796               | 10525              | 8712               | 8216               |

## Nevezetességei
- Ogulin vára[5] a város központjában áll a Đulin szakadék felett. Alaprajza szabálytalan négyszög. A Đulin szakadék tulajdonképpen a Dobra folyó szurdoka, mely a várhoz érkezve itt tűnik el, egyúttal itt kezdődik Ogulin 16 km hosszú barlangrendszere. A mai formájában reneszánsz várkastély tulajdonképpen az egykori vár központi része volt. Két hatalmas patkó alakú toronnyal határolt négyszintes épület, melyet eredetileg a délkeleti oldalon húzódó várfalba illesztették. A tornyok egykor börtönként szolgáltak. Az övező falak egy része is fennmaradt az azt erősítő félköríves tornyokkal. A várba a Đulin szakadékon átívelő hídon át lehetett bejutni. Az egykori négyzetes torony aljában kialakított várkapu közelében áll a máig fennmaradt Szent Bernát várkápolna. A kápolna késő gótikus épület sokszögű szentélyzáródással. A vár udvara ma szépen gondozott park. A kastélyépületben ma nyilvános könyvtár és a helytörténeti múzeum működik. A múzeum 1967-ben nyitotta meg kapuit, régészeti, néprajzi és fegyvergyűjteménye mellett, Ivane Brlić-Mažuranić emlékszoba és Stjepan Galetić festőművész állandó kiállítása látható benne.
- A várban levő Szent Bernát kápolnát Frangepán Bernardin építtette a várral egy időben a 15. század végén. Jelentősége akkor nőtt meg amikor a 16. század közepén a török lerombolta Oštarije templomát és valószínűleg erre a sorsra jutott a közeli Szent Jakab plébániatemplom is. A vár biztonságos falain belül épített kápolna ezt követően a vidék egyházi életének központja lett. Ez a helyzet csak a 18. században a török veszély elmúltával változott meg és bár névleg már a Szent Jakab templom volt a plébánia székhelye a nagyobb hitélet még jó ideig a várkápolnában zajlott. Az 1722-es egyházi vizitáció szerint a kápolnának három oltára volt, a misézés ószláv és latin nyelven történt. A kápolnát 1883-ban rossz állapota miatt bezárták, a II. világháború óta nem miséznek benne.
- A vár melletti Đulin szakadékhoz egy régi legenda fűződik. A legenda szerint a 16. században élt Ogulinban egy Đula nevű fiatal lány, akit szülei egy idős nemesemberhez akartak férjhez adni. Abban az időben harcok folytak a török ellen és a városba érkezett a fiatal Milan Juraić a Frangepánok tounji várának kapitánya. A történet szerint Milan és Đula az első pillantásra egymásba szerettek. Milan azonban hamarosan elesett egy törökkel vívott összecsapásban és Đula bánatában a Dobra szakadékába vetette magát. Azóta hívják a szakadékot „Đulin ponor”nak, vagyis Đula szakadékának. A szakadékban található az ogulini barlangrendszer bejárata, melyből eddig 16.396 métert tártak fel.
- Szent Kereszt tiszteletére szentelt plébániatemploma[6] 1781 és 1785 között épült. 1793-ban szentelte fel Ivan Ježić modrus-zenggi püspök. Boltozatát és szószékét az evangéliumból vett jelenetek díszítik, Ilija Ahmetov alkotásai 1926-ból. Ekkor újították meg a fő és mellékoltárokat is. Orgonáját 1903-ban Heferer zágrábi műhelyében készítették.
- A templom melletti plébániaépület 1826-ban épült, 1996-ban bővítették.
- A Szent Jakab templomot[7] egy a modrusi uradalom egyházi helyzetéről írt jelentés említi először Jablanova ( a mai Sv. Jakov városrész) templomaként. A templom legrégibb része a harangtorony, melynek építését az 1973-ban végzett régészeti kutatások alapján a 12. századra teszik. A Szent Jakab templom volt a város plébániatemploma a várbeli Szent Bernát kápolna felépülése előtt, ezt a szerepét 1521-ig töltötte be. Ekkor a török a templomot kirabolta és felgyújtotta és a plébánia székhelyét a biztonságosabb várkápolnába helyezték át. Egy 1558-as okirat a templom környékét teljesen pusztának írja le, a templomnak harangtornya állt, melyet azonban őrtoronyként használtak, körülötte temető volt. A templomot 1690 körül építették újjá. A 18. század végétől az ogulini plébánia részét képező települések, köztük a ma is létező Sv. Jakov, Prapruće, Salopek falvak temploma volt. 1911-es megújítása során a zágrábi festőiskolából kerültek ide Szent Antal és Szent Anna képei. Két kisebb 16. századi festménye Szent Miklóst és a Szűzanyát ábrázolja.
- Az Ogulint és Josipdolt összekötő útnak a Mrežnica folyó ma többnyire száraz medrén átívelő hídja mintegy 76 m hosszúságban tizenkét íves nyílással hidalja át a folyót. A híd pillérei hullámtörőkkel vannak ellátva. A híd egy régebbi híd helyett épült mészkőből a francia uralom idején, 1809 és 1813 között az illír tartomány kormányzójának, Marmont marsallnak a kezdeményezésére.[8]
- A várostól délre található a három kilométer hosszú Sabljaci tó, melyet 1959-ben a Gojak vízierőművel egyidejűleg létesítettek. A tó a Zagorska Mrežnica patak vízét gyűjti össze és a vízierőművet táplálja. A tó teljes vízfelülete mintegy 170 hektár és nagysága miatt egyszerűen csak "Ogulinsko more", azaz Ogulini tengernek nevezik. A tavon számos vízi sportrendezvényt és horgászversenyt tartanak.
- A Klek egy kiemelkedő sziklás hegy a Velika Kapela hegység keleti szélén. Magassága 1182 méter, gerince 3-4 kilométer hosszan nyúlik északnyugatról délkeleti irányban. Jellegzetes sziklás csúcsa a város egyik jelképe. Tetejéről nagyszerű kilátás nyílik a városra és vidékére. A hegyről számos legenda is él a városban. Az egyik szerint a Kleken éjszakánként összegyűlnek a világ boszorkányai és varázslói, suhogásuk és sikolyuk ekkor egészen a városig elhallatszik.

## Híres személyek
- Ivana Brlić-Mažuranić - író
- Ema Pukšec - másik nevén Ilma De Murska, híres operaénekes
- Petar Stipetić - horvát tábornok

## Testvérvárosai
- Dombóvár, Magyarország
- Sárospatak, Magyarország

## Külső hivatkozások
- Ogulin város hivatalos weboldala
- A város információs portálja
- Az ogulini Szent Kereszt plébánia honlapja Archiválva 2013. december 7-i dátummal a Wayback Machine-ben
- A megye turisztikai egyesületének honlapja
- A város turisztikai egyesületének honlapja
- Az SKD Prosvjeta szerb kulturális egyesület honlapja
- Az ogulini rádió honlapja
- Blog site Ogulin-ról